# East Atlantic Beach
East Atlantic Beach és una concentració de població designada pel cens dels Estats Units a l'estat de Nova York. Segons el cens del 2000 tenia 2.257 habitants.

## Demografia
Segons el cens del 2000, East Atlantic Beach tenia 2.257 habitants, 887 habitatges, i 587 famílies. La densitat de població era de 2.904,8 habitants per km².
Dels 887 habitatges en un 28,7% hi vivien nens de menys de 18 anys, en un 53,2% hi vivien parelles casades, en un 9,1% dones solteres, i en un 33,8% no eren unitats familiars. En el 24,7% dels habitatges hi vivien persones soles el 6,5% de les quals corresponia a persones de 65 anys o més que vivien soles. El nombre mitjà de persones vivint en cada habitatge era de 2,54 i el nombre mitjà de persones que vivien en cada família era de 3,07.
Per edats la població es repartia de la següent manera: un 21,4% tenia menys de 18 anys, un 5,8% entre 18 i 24, un 32,5% entre 25 i 44, un 27,1% de 45 a 60 i un 13,2% 65 anys o més.
L'edat mediana era de 40 anys. Per cada 100 dones de 18 o més anys hi havia 99,3 homes.
La renda mediana per habitatge era de 71.667 $ i la renda mediana per família de 86.356 $. Els homes tenien una renda mediana de 60.871 $ mentre que les dones 38.125 $. La renda per capita de la població era de 34.429 $. Cap de les famílies i l'1,6% de la població estaven per davall del llindar de pobresa.